# Jana Sawoczkina
Jana Sawoczkina, (ukr. Яна Савочкіна) (ur. 28 lipca 1974) – ukraińska siatkarka grająca na pozycji rozgrywającej. Obecnie reprezentuje klub GCB Centrostal Bydgoszcz. Wcześniej reprezentowała inny polski klub Gedanię Żukowo. Była reprezentantka Ukrainy.

## Życiorys
Jana Sawoczkina urodziła się 28 lipca 1974 roku w Kijowie. Swoją siatkarską karierę zaczynała w 1988 roku w klubie Woroszyłowgrad Ługańsk, z tym juniorskim zespołem zajęła czwarte miejsce w Mistrzostwach juniorskich USRR. Po sezonie wyjechała do ZSRR, by bronić barw klubu Swierdłowsk Jekaterynburg. Po sezonie spędzonym w Rosji wróciła do rodzimej ligi i reprezentowała kluby: Janwarka Odessa, Perejasław-Chmelnickij, Chimwołokno Czerkasy, Peduniwersytet Iwano-Frankiwsk (hist. Stanisławów). Po pięciu latach reprezentowania klubu z Iwano-Frankiwska przeniosła się do klubu Kruh Czerkasy, z którym w 2001 i 2002 roku zdobyła srebrny Puchar Ukrainy, również w 2001 i 2002 roku była wicemistrzynią Ukrainy a w 2004 roku brązową medalistką mistrzostw Ukrainy. Po czterech latach w klubie Kruh Czerkasy, Sawoczkina zdecydowała się na zmianę barw. W sezonie 2004/2005 reprezentowała Eskorial Krzywy Róg. Po tym sezonie wyjechała do Polski i zasiliła I ligowy klub Energa Gedania Gdańsk, z którym udało jej się awansować do Ligi Siatkówki Kobiet. Po sezonie spędzonym w Polsce miała grać w Galiczance Tarnopol, jednak zdecydowała się na grę w Rumunii w drużynie VC Unic Piatra Neamț, z którym była mistrzynią tego kraju. Następnie powróciła na Ukrainę i występowała w Złatohor Złotonosza, z którym zajmowała czwarte miejsce w mistrzostwach tego kraju. Następnie udawała się ponownie do Polski i reprezentowała barwy klubu Gedania Żukowo, z którym zajmowała ósme miejsce w PlusLidze Kobiet, a następnie – do Bydgoszczy i grała w tamtejszym GCB Centrostalu i zajmowała piąte miejsce w PlusLidze Kobiet. W sezonie 2010/2011 przedłużyła kontrakt z
GCB Centrostal Bydgoszcz i grała w barwach tego zespołu.
24 lipca 2013 roku wróciła po 2 latach przerwy do KS Pałac Bydgoszcz.

## Kluby
- 1988–1989 –  Woroszyłowgrad Ługańsk
- 1989–1990 –  Swierdłowsk Jekaterynburg
- 1990–1991 –  Janwarka Odessa
- 1992–1994 –  Perejasław-Chmelnickij
- 1994–1995 –  Chimwołokno Czerkasy
- 1995–2000 –  Peduniwersitet Iwano-Frankowsk
- 2000–2004 –  Kruh Czerkasy
- 2004–2005 –  Eskorial Krzywy Róg
- 2005–2006 –  Gedania Żukowo
- 2006–2007 –  VC Unic Piatra Neamț
- 2007–2008 –  Złatohor Złotonosza
- 2008–2009 –  Gedania Żukowo
- 2009–2011 –  GCB Centrostal Bydgoszcz
- 2013–2014 -  GCB Centrostal Bydgoszcz

## Sukcesy
- 2001 –  Srebrny Puchar w Pucharze Ukrainy z Kruhem Czerkasy
- 2001 –  Wicemistrzostwo Ukrainy z Kruhem Czerkasy
- 2002 –  Srebrny Puchar w Pucharze Ukrainy z Kruhem Czerkasy
- 2002 –  Wicemistrzostwo Ukrainy z Kruhem Czerkasy
- 2003 –  Brązowy medal Mistrzostwo Ukrainy z Kruhem Czerkasy
- 2004 –  Brązowy medal Mistrzostwo Ukrainy z Kruhem Czerkasy
- 2007 –  Mistrzostwo Rumunii z Unic Piatra Neamț